# Кирхгейм, Рафаил
Рафаил Кирхгейм (1804—1889) — немецкий писатель и переводчик, иудей-реформист.

## Биография
Родился в 1804 году во Франкфурте-на-Майне. Проведя всю свою жизнь в родном городе, он первое время состоял резником (мясником) в ортодоксальной общине рабби Самсона Рафаила Гирша.
Он примкнул к протесту 77 ортодоксальных раввинов против постановлений раввинской конференции в Брауншвейге (1844) и обнародовал открытое письмо (Offener Brief, 1845), подписанное литерами «K—m», против вормсского раввина А. Адлера. Когда франкфуртским раввином стал Авр. Гейгер, Кирхгейм превратился в горячего сторонника реформистского движения.
Умер в родном городе в 1889 году.

## Издания
Кирхгейм издал:
- сочинение С. Л. Рапопорта «Tochachat Megullah, Sendschreiben an die Rabbinerversammlung zu Frankfurt am Main» (на евр. и нем. яз., причём нем. перевод он сделал сам, 1845);
- «Schem ha-Gedolim» и «Waad ha-Chachamim» Азулаи с примеч. А. Фульда и Э. Кармоли, 1847;
- «Karme Schomeron» (по истории и литературе самаритян) — введение к талмудическому трактату «Кутим» с весьма содержательным письмом С. Д. Луццатто, 1851 г. (дополнение содержит 7 мелких трактатов Иерушалми, согласно одной рукописи Кармоли);
- «Taam Zekenim» Элиезера Ашкенази, 1854 г.;
- издание Б. Гольдберга «Sefer ha-Rikmah» Ионы ибн-Джанаха, с примечаниями, 1856 г.;
- «Perusch al Dibre ha-Jamim, Commentar zur Chronik aus dem X. Jahrhundert»; 1874 г.;
- «Nachgelassene Schriften» Авр. Гейгера, т. V (Abhandlungen in hebräisch. Sprache, Берлин, 1877).

Он прибавил некоторые пояснительные примечания к сочинениям:
- «Perusch Redak al-ha-Torah», изд. А. Гинцбурга, Пресбург, 1842 г.;
- изданию С. Верблунера[4] «Ammude Kesef» Иосифа ибн-Каспи, 1848 г.;
- «Sefer Teschubot Danasch ben Labrat» Филиповского[англ.].

Кроме того, ему принадлежит ряд статей в различных немецких журналах.
Также он оставил ценную коллекцию книг по Hebraica и Judaica, которая в начале XX века принадлежала религиозному училищу франкфуртской синагоги имени М. Горовица.